# Spaniens domstolsväsen
Spaniens domstolsväsen är de olika domstolar som behandlar brottmål och gör andra rättsliga prövningar i Spanien. Den översta rättsinstansen är Spaniens högsta domstol – kompletterad av Spaniens författningsdomstol vad gäller grundlagsrelaterade ärenden – vilken därför har en särställning.
Bland Spaniens övriga rättsinstanser på lokal och regional basis finns, enligt lagen om domstolsväsendet från 1985, följande:
- På kommunnivå:
  - fredsdomstolar (Juzgados de Paz) i kommuner som inte är säte för domsagan
- I varje domsaga:
  - första-instansrätter och förundersökningsdomstolar (Juzgados de Primera Instancia e Instrucción)
  - förvaltningsdomstolar (Juzgados de lo Contencioso-Administrativo)
  - arbetsdomstolar (Juzgado de lo Social)
  - domstolar som har ansvar för fångars välfärd och övervakning (Juzgados de Vigilancia Penitenciaria)
  - ungdomsdomstolar (Juzgados de Menores)
- I varje provins:
  - provinsdomstolar (Audiencias Provinciales)
- I varje autonom region:
  - överdomstolar i Spaniens autonoma regioner (Tribunales Superiores de Justicia)
- På nationell nivå finns följande lägre rättsinstanser:
  - den nationella förvaltnings- och brottmålsdomstolen (Audiencia Nacional)
  - de centrala förundersökningsdomstolarna (Juzgados Centrales de Instrucción)
  - de centrala förvaltningsdomstolarna (Juzgados Centrales de lo Contencioso‑administrativo)

Som central myndighet finns Consejo General del Poder Judicial, som styr rättsväsendet och utnämner domare. Den har funktioner motsvarande Domstolsverket i Sverige.